# Calder Memorial Trophy

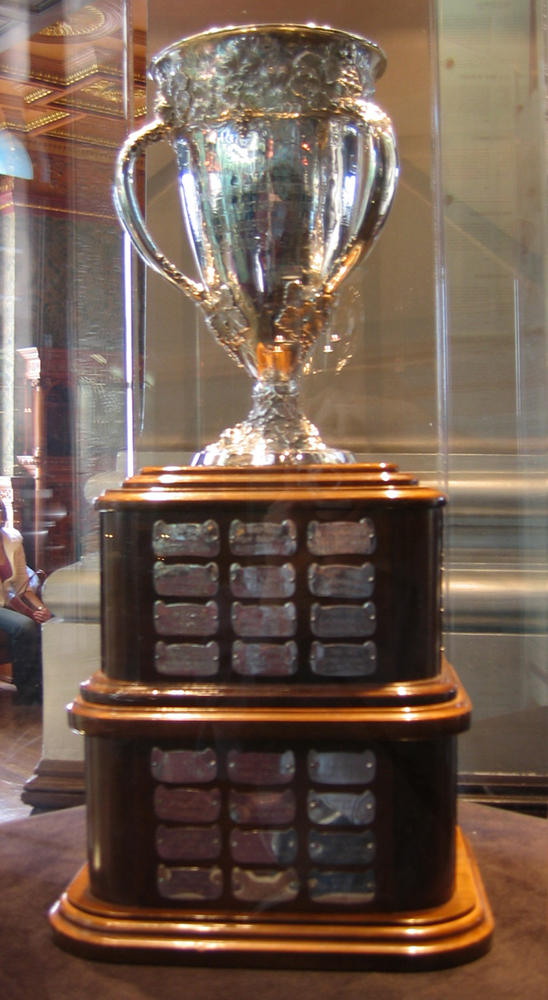
Calder Memorial Trophy

Die Calder Memorial Trophy ist eine Eishockey-Trophäe in der National Hockey League (NHL). Sie wird jährlich an den besten Liganeuling (Rookie) verliehen.
Erstmals wurde in der NHL-Saison 1932/33 eine Rookie-of-the-year-Auszeichnung verliehen, doch erst später wurde zu dieser Ehrung auch eine Trophäe geschaffen. Die Trophäe hieß bei ihrer Einführung in der Saison 1936/37 Calder Trophy und wurde nach Frank Calder, dem ersten und damals amtierenden Präsidenten der NHL benannt. Nach Calders plötzlichem Tod im Jahr 1943 wurde die Trophäe in Calder Memorial Trophy umbenannt.

## Vergabe
Um für die Vergabe der Trophäe als Rookie zu zählen, müssen Feldspieler in der entsprechenden Saison mindestens die Hälfte der Spiele der Regular Season (seit der Saison 1995/96 sind das 41) absolviert haben, Torhüter müssen in mindestens 25 Begegnungen auf dem Eis gestanden haben. Außerdem dürfen die Spieler weder mehr als 25 Spiele in einer vorherigen Saison noch mehr als je sechs Spiele in zwei vorhergehenden Saisons absolviert haben. Diese Regelung schließt nicht nur die NHL, sondern jede professionelle Liga ein. Das wohl bekannteste Beispiel dieser Regelung war Wayne Gretzky, der in seiner ersten NHL-Saison 1979/80 zwar zahlreiche Rookierekorde einstellte, aber nicht für die Calder Memorial Trophy zugelassen wurde, da er mit den Edmonton Oilers bereits eine volle Saison in der Profiliga World Hockey Association gespielt hatte.
Seit der Saison 1990/91 werden außerdem nur Liganeulinge berücksichtigt, die am 15. September ihrer Debütsaison maximal 26 Jahre alt sind. Grund dafür war, dass 1990 Sergei Makarow mit 31 Jahren die Trophäe gewann, aber schon in der Sowjetunion lange professionell aktiv war und bereits zwei Olympiasiege verbuchen konnte. Damit konnte man ihn nicht mehr als Neuprofi ansehen.
Die Trophäe wird jährlich durch eine Abstimmung der Professional Hockey Writers’ Association vergeben, bei der im Jahr 2011 knapp 180 Journalisten stimmberechtigt waren. Sie findet jeweils nach Ende der regulären Saison statt. Jeder Abstimmende kann auf seinem Stimmzettel 10, 7, 5, 3 oder einen Punkt an einen Spieler seiner Wahl vergeben. Nach der Abstimmung werden zunächst die drei bestplatzierten Spieler (Finalisten) bekanntgegeben, nicht aber deren Reihenfolge. Die Trophäe wird erst nach dem Abschluss der Stanley-Cup-Play-offs im Rahmen der jährlichen NHL Awards verliehen.
Aktueller Titelträger der Saison 2024/25 ist der US-Amerikaner Lane Hutson von den Canadiens de Montréal.

## Gewinner seit 1933
Insgesamt wurden seit der Einführung der Trophäe 91 Spieler ausgezeichnet. Im Jahr 2005 wurde die Auszeichnung aufgrund des Lockouts und des damit verbundenen Ausfalls der gesamten Saison nicht vergeben.
Abkürzungen: Pos = Position, GP = Spiele, G = Tore, A = Assists, Pts = Punkte, +/- = Plus/Minus-Wert (seit der Saison 1967/68), PIM = Strafminuten

Erläuterungen: Alle Daten beziehen sich nur auf die betreffende Saison. Das Alter wird jeweils für den letzten Spieltag der regulären Saison angegeben.

Spezielle Statistiken für Torhüter finden sich im Abschnitt Torhüter-Statistiken.

Die Links zu den Spalten „Nationalität“ und „Position“ sind im Abschnitt Ranglisten zu finden.
| Jahr | Name                  |                        | Pos                   | Alter                 | Team                  | GP                    | G                     | A                     | Pts                   | +/-                   | PIM                   |
| ---- | --------------------- | ---------------------- | --------------------- | --------------------- | --------------------- | --------------------- | --------------------- | --------------------- | --------------------- | --------------------- | --------------------- |
| 2025 | Lane Hutson           | Vereinigte Staaten     | D                     | 21                    | Canadiens de Montréal | 82                    | 6                     | 60                    | 66                    | −2                    | 034                   |
| 2024 | Connor Bedard         | Kanada                 | C                     | 18                    | Chicago Blackhawks    | 68                    | 22                    | 39                    | 61                    | −44                   | 028                   |
| 2023 | Matty Beniers         | Vereinigte Staaten     | C                     | 20                    | Seattle Kraken        | 80                    | 24                    | 33                    | 57                    | +14                   | 02                    |
| 2022 | Moritz Seider         | Deutschland            | D                     | 21                    | Detroit Red Wings     | 82                    | 7                     | 43                    | 50                    | −9                    | 034                   |
| 2021 | Kirill Kaprisow       | Russland               | LW                    | 24                    | Minnesota Wild        | 55                    | 27                    | 24                    | 51                    | +10                   | 016                   |
| 2020 | Cale Makar            | Kanada                 | D                     | 21                    | Colorado Avalanche    | 57                    | 12                    | 38                    | 50                    | +12                   | 012                   |
| 2019 | Elias Pettersson      | Schweden               | C                     | 20                    | Vancouver Canucks     | 71                    | 28                    | 38                    | 66                    | +3                    | 012                   |
| 2018 | Mathew Barzal         | Kanada                 | C                     | 20                    | New York Islanders    | 82                    | 22                    | 63                    | 85                    | +1                    | 030                   |
| 2017 | Auston Matthews       | Vereinigte Staaten     | C                     | 19                    | Toronto Maple Leafs   | 82                    | 40                    | 29                    | 69                    | +2                    | 014                   |
| 2016 | Artemi Panarin        | Russland               | LW                    | 24                    | Chicago Blackhawks    | 80                    | 30                    | 47                    | 77                    | +8                    | 032                   |
| 2015 | Aaron Ekblad          | Kanada                 | D                     | 19                    | Florida Panthers      | 81                    | 12                    | 27                    | 39                    | +12                   | 032                   |
| 2014 | Nathan MacKinnon      | Kanada                 | C                     | 18                    | Colorado Avalanche    | 82                    | 24                    | 39                    | 63                    | +20                   | 026                   |
| 2013 | Jonathan Huberdeau    | Kanada                 | C                     | 19                    | Florida Panthers      | 48                    | 14                    | 17                    | 31                    | −15                   | 018                   |
| 2012 | Gabriel Landeskog     | Schweden               | LW                    | 19                    | Colorado Avalanche    | 82                    | 22                    | 30                    | 52                    | +20                   | 051                   |
| 2011 | Jeff Skinner          | Kanada                 | C                     | 18                    | Carolina Hurricanes   | 82                    | 31                    | 32                    | 63                    | 0+3                   | 046                   |
| 2010 | Tyler Myers           | Kanada                 | D                     | 20                    | Buffalo Sabres        | 82                    | 11                    | 37                    | 48                    | +13                   | 032                   |
| 2009 | Steve Mason           | Kanada                 | G                     | 20                    | Columbus Blue Jackets | 61                    | 0                     | 0                     | 0                     |                       | 02                    |
| 2008 | Patrick Kane          | Vereinigte Staaten     | RW                    | 19                    | Chicago Blackhawks    | 82                    | 21                    | 51                    | 72                    | 0-5                   | 052                   |
| 2007 | Jewgeni Malkin        | Russland               | C                     | 20                    | Pittsburgh Penguins   | 78                    | 33                    | 52                    | 85                    | 0+2                   | 080                   |
| 2006 | Alexander Owetschkin  | Russland               | LW                    | 20                    | Washington Capitals   | 81                    | 52                    | 54                    | 106                   | 0+2                   | 052                   |
| 2005 | Saison wurde abgesagt | Saison wurde abgesagt  | Saison wurde abgesagt | Saison wurde abgesagt | Saison wurde abgesagt | Saison wurde abgesagt | Saison wurde abgesagt | Saison wurde abgesagt | Saison wurde abgesagt | Saison wurde abgesagt | Saison wurde abgesagt |
| 2004 | Andrew Raycroft       | Kanada                 | G                     | 23                    | Boston Bruins         | 57                    | 0                     | 02                    | 02                    |                       | 0                     |
| 2003 | Barret Jackman        | Kanada                 | D                     | 22                    | St. Louis Blues       | 82                    | 03                    | 16                    | 19                    | +23                   | 190                   |
| 2002 | Dany Heatley          | Kanada                 | RW                    | 21                    | Atlanta Thrashers     | 82                    | 26                    | 41                    | 67                    | −19                   | 056                   |
| 2001 | Jewgeni Nabokow       | Russland               | G                     | 25                    | San Jose Sharks       | 66                    | 0                     | 02                    | 02                    |                       | 08                    |
| 2000 | Scott Gomez           | Vereinigte Staaten     | C                     | 20                    | New Jersey Devils     | 82                    | 19                    | 51                    | 70                    | +14                   | 078                   |
| 1999 | Chris Drury           | Vereinigte Staaten     | C                     | 22                    | Colorado Avalanche    | 79                    | 20                    | 24                    | 44                    | 0+9                   | 062                   |
| 1998 | Sergei Samsonow       | Russland               | LW                    | 19                    | Boston Bruins         | 81                    | 22                    | 25                    | 47                    | 0+9                   | 08                    |
| 1997 | Bryan Berard          | Vereinigte Staaten     | D                     | 20                    | New York Islanders    | 82                    | 08                    | 40                    | 48                    | 0+1                   | 086                   |
| 1996 | Daniel Alfredsson     | Schweden               | RW                    | 23                    | Ottawa Senators       | 82                    | 26                    | 35                    | 61                    | −18                   | 028                   |
| 1995 | Peter Forsberg        | Schweden               | C                     | 21                    | Nordiques de Québec   | 47                    | 15                    | 35                    | 50                    | +17                   | 016                   |
| 1994 | Martin Brodeur        | Kanada                 | G                     | 21                    | New Jersey Devils     | 47                    | 0                     | 0                     | 0                     |                       | 02                    |
| 1993 | Teemu Selänne         | Finnland               | RW                    | 22                    | Winnipeg Jets         | 84                    | 76                    | 56                    | 132                   | 0+8                   | 045                   |
| 1992 | Pawel Bure            | Russland               | RW                    | 21                    | Vancouver Canucks     | 65                    | 34                    | 26                    | 60                    | 0±0                   | 030                   |
| 1991 | Ed Belfour            | Kanada                 | G                     | 25                    | Chicago Blackhawks    | 74                    | 0                     | 03                    | 03                    |                       | 034                   |
| 1990 | Sergei Makarow        | Russland               | RW                    | 31                    | Calgary Flames        | 80                    | 24                    | 62                    | 86                    | +33                   | 055                   |
| 1989 | Brian Leetch          | Vereinigte Staaten     | D                     | 21                    | New York Rangers      | 68                    | 23                    | 48                    | 71                    | 0+8                   | 050                   |
| 1988 | Joe Nieuwendyk        | Kanada                 | C                     | 21                    | Calgary Flames        | 75                    | 51                    | 41                    | 92                    | +20                   | 023                   |
| 1987 | Luc Robitaille        | Kanada                 | LW                    | 21                    | Los Angeles Kings     | 79                    | 45                    | 39                    | 84                    | −18                   | 028                   |
| 1986 | Gary Suter            | Vereinigte Staaten     | D                     | 21                    | Calgary Flames        | 80                    | 18                    | 50                    | 68                    | +11                   | 141                   |
| 1985 | Mario Lemieux         | Kanada                 | C                     | 19                    | Pittsburgh Penguins   | 73                    | 43                    | 57                    | 100                   | −35                   | 054                   |
| 1984 | Tom Barrasso          | Vereinigte Staaten     | G                     | 19                    | Buffalo Sabres        | 42                    | 0                     | 02                    | 02                    |                       | 020                   |
| 1983 | Steve Larmer          | Kanada                 | RW                    | 21                    | Chicago Blackhawks    | 80                    | 43                    | 47                    | 90                    | +44                   | 028                   |
| 1982 | Dale Hawerchuk        | Kanada                 | C                     | 19                    | Winnipeg Jets         | 80                    | 45                    | 58                    | 103                   | 0-4                   | 047                   |
| 1981 | Peter Šťastný         | Slowakei               | C                     | 24                    | Nordiques de Québec   | 77                    | 39                    | 70                    | 109                   | +11                   | 037                   |
| 1980 | Ray Bourque           | Kanada                 | D                     | 19                    | Boston Bruins         | 80                    | 17                    | 48                    | 65                    | +52                   | 073                   |
| 1979 | Bobby Smith           | Kanada                 | C                     | 21                    | Minnesota North Stars | 80                    | 30                    | 44                    | 74                    | 0-8                   | 039                   |
| 1978 | Mike Bossy            | Kanada                 | RW                    | 21                    | New York Islanders    | 73                    | 53                    | 38                    | 91                    | +31                   | 06                    |
| 1977 | Willi Plett           | Kanada                 | RW                    | 21                    | Atlanta Flames        | 64                    | 33                    | 23                    | 56                    | +15                   | 123                   |
| 1976 | Bryan Trottier        | Kanada                 | C                     | 19                    | New York Islanders    | 80                    | 32                    | 63                    | 95                    | +28                   | 021                   |
| 1975 | Eric Vail             | Kanada                 | LW                    | 21                    | Atlanta Flames        | 72                    | 39                    | 21                    | 60                    | 0+1                   | 046                   |
| 1974 | Denis Potvin          | Kanada                 | D                     | 20                    | New York Islanders    | 77                    | 17                    | 37                    | 54                    | −16                   | 175                   |
| 1973 | Steve Vickers         | Kanada                 | LW                    | 21                    | New York Rangers      | 61                    | 30                    | 23                    | 53                    | +35                   | 037                   |
| 1972 | Ken Dryden            | Kanada                 | G                     | 24                    | Canadiens de Montréal | 64                    | 0                     | 02                    | 02                    |                       | 04                    |
| 1971 | Gilbert Perreault     | Kanada                 | C                     | 20                    | Buffalo Sabres        | 78                    | 38                    | 34                    | 72                    | −39                   | 019                   |
| 1970 | Tony Esposito         | Kanada                 | G                     | 26                    | Chicago Blackhawks    | 63                    | 0                     | 02                    | 02                    |                       | 02                    |
| 1969 | Danny Grant           | Kanada                 | RW                    | 24                    | Minnesota North Stars | 75                    | 34                    | 31                    | 65                    | −12                   | 046                   |
| 1968 | Derek Sanderson       | Kanada                 | C                     | 21                    | Boston Bruins         | 71                    | 24                    | 25                    | 49                    | +11                   | 098                   |
| 1967 | Bobby Orr             | Kanada                 | D                     | 19                    | Boston Bruins         | 61                    | 13                    | 28                    | 41                    |                       | 102                   |
| 1966 | Brit Selby            | Kanada                 | LW                    | 21                    | Toronto Maple Leafs   | 61                    | 14                    | 13                    | 27                    |                       | 026                   |
| 1965 | Roger Crozier         | Kanada                 | G                     | 23                    | Detroit Red Wings     | 70                    | 0                     | 0                     | 0                     |                       | 010                   |
| 1964 | Jacques Laperrière    | Kanada                 | D                     | 22                    | Canadiens de Montréal | 65                    | 02                    | 28                    | 30                    |                       | 102                   |
| 1963 | Kent Douglas          | Kanada                 | D                     | 27                    | Toronto Maple Leafs   | 70                    | 07                    | 15                    | 22                    |                       | 105                   |
| 1962 | Bobby Rousseau        | Kanada                 | RW                    | 21                    | Canadiens de Montréal | 70                    | 21                    | 24                    | 45                    |                       | 026                   |
| 1961 | Dave Keon             | Kanada                 | C                     | 20                    | Toronto Maple Leafs   | 70                    | 20                    | 25                    | 45                    |                       | 06                    |
| 1960 | Bill Hay              | Kanada                 | C                     | 24                    | Chicago Blackhawks    | 70                    | 18                    | 37                    | 55                    |                       | 031                   |
| 1959 | Ralph Backstrom       | Kanada                 | C                     | 21                    | Canadiens de Montréal | 64                    | 18                    | 22                    | 40                    |                       | 019                   |
| 1958 | Frank Mahovlich       | Kanada                 | LW                    | 20                    | Toronto Maple Leafs   | 67                    | 20                    | 16                    | 36                    |                       | 067                   |
| 1957 | Larry Regan           | Kanada                 | RW                    | 26                    | Boston Bruins         | 69                    | 14                    | 19                    | 33                    |                       | 029                   |
| 1956 | Glenn Hall            | Kanada                 | G                     | 24                    | Detroit Red Wings     | 70                    | 0                     | 0                     | 0                     |                       | 014                   |
| 1955 | Ed Litzenberger       | Kanada                 | RW                    | 22                    | Chicago Blackhawks    | 73 1                  | 23                    | 28                    | 51                    |                       | 040                   |
| 1954 | Camille Henry         | Kanada                 | C                     | 21                    | New York Rangers      | 66                    | 24                    | 15                    | 39                    |                       | 010                   |
| 1953 | Lorne Worsley         | Kanada                 | G                     | 23                    | New York Rangers      | 50                    | 0                     | 0                     | 0                     |                       | 02                    |
| 1952 | Bernie Geoffrion      | Kanada                 | RW                    | 21                    | Canadiens de Montréal | 67                    | 30                    | 24                    | 54                    |                       | 066                   |
| 1951 | Terry Sawchuk         | Kanada                 | G                     | 21                    | Detroit Red Wings     | 70                    | 0                     | 0                     | 0                     |                       | 02                    |
| 1950 | Jack Gelineau         | Kanada                 | G                     | 25                    | Boston Bruins         | 67                    | 0                     | 0                     | 0                     |                       | 0                     |
| 1949 | Pentti Lund           | Finnland               | RW                    | 23                    | New York Rangers      | 59                    | 14                    | 16                    | 30                    |                       | 016                   |
| 1948 | Jim McFadden          | Vereinigtes Konigreich | C                     | 27                    | Detroit Red Wings     | 60                    | 24                    | 24                    | 48                    |                       | 012                   |
| 1947 | Howie Meeker          | Kanada                 | RW                    | 23                    | Toronto Maple Leafs   | 55                    | 27                    | 18                    | 45                    |                       | 076                   |
| 1946 | Edgar Laprade         | Kanada                 | C                     | 26                    | New York Rangers      | 49                    | 15                    | 19                    | 34                    |                       | 0                     |
| 1945 | Frank McCool          | Kanada                 | G                     | 26                    | Toronto Maple Leafs   | 50                    | 0                     | 0                     | 0                     |                       | 0                     |
| 1944 | Gus Bodnar            | Kanada                 | C                     | 20                    | Toronto Maple Leafs   | 50                    | 22                    | 40                    | 62                    |                       | 018                   |
| 1943 | Gaye Stewart          | Kanada                 | RW                    | 19                    | Toronto Maple Leafs   | 48                    | 24                    | 23                    | 47                    |                       | 020                   |
| 1942 | Grant Warwick         | Kanada                 | RW                    | 20                    | New York Rangers      | 44                    | 16                    | 17                    | 33                    |                       | 036                   |
| 1941 | Johnny Quilty         | Kanada                 | C                     | 20                    | Canadiens de Montréal | 48                    | 18                    | 16                    | 34                    |                       | 031                   |
| 1940 | Kilby MacDonald       | Kanada                 | LW                    | 26                    | New York Rangers      | 44                    | 15                    | 13                    | 28                    |                       | 019                   |
| 1939 | Frank Brimsek         | Vereinigte Staaten     | G                     | 25                    | Boston Bruins         | 43                    | 0                     | 0                     | 0                     |                       | 0                     |
| 1938 | Cully Dahlstrom       | Vereinigte Staaten     | C                     | 24                    | Chicago Blackhawks    | 48                    | 10                    | 09                    | 19                    |                       | 011                   |
| 1937 | Syl Apps              | Kanada                 | C                     | 22                    | Toronto Maple Leafs   | 48                    | 16                    | 29                    | 45                    |                       | 010                   |
| 1936 | Mike Karakas          | Vereinigte Staaten     | G                     | 24                    | Chicago Blackhawks    | 48                    | 0                     | 0                     | 0                     |                       | 0                     |
| 1935 | Sweeney Schriner      | Kanada                 | LW                    | 23                    | New York Americans    | 48                    | 18                    | 22                    | 40                    |                       | 06                    |
| 1934 | Russ Blinco           | Kanada                 | C                     | 26                    | Montreal Maroons      | 31                    | 14                    | 09                    | 23                    |                       | 02                    |
| 1933 | Carl Voss             | Vereinigte Staaten     | C                     | 26                    | Detroit Red Wings     | 48 1                  | 08                    | 15                    | 23                    |                       | 010                   |

Torhüter-Statistiken:

W = Siege, L = Niederlagen, T/OT = Unentschieden (bis 2004)/Overtime-Niederlagen (ab 2005), Sv% = Fangquote (seit der Saison 1982/83), GAA = Gegentorschnitt, SO = Shutouts
| Jahr | Name            | W  | L  | T/OT | Sv%  | GAA  | SO |
| ---- | --------------- | -- | -- | ---- | ---- | ---- | -- |
| 2009 | Steve Mason     | 33 | 20 | 07   | .916 | 2,29 | 10 |
| 2004 | Andrew Raycroft | 29 | 18 | 09   | .926 | 2,05 | 03 |
| 2001 | Jewgeni Nabokow | 32 | 21 | 07   | .915 | 2,19 | 06 |
| 1994 | Martin Brodeur  | 27 | 11 | 08   | .915 | 2,40 | 03 |
| 1991 | Ed Belfour      | 43 | 19 | 07   | .910 | 2,47 | 04 |
| 1984 | Tom Barrasso    | 26 | 12 | 03   | .893 | 2,84 | 02 |
| 1972 | Ken Dryden      | 39 | 08 | 15   |      | 2,24 | 08 |
| 1970 | Tony Esposito   | 38 | 17 | 08   |      | 2,17 | 15 |
| 1965 | Roger Crozier   | 40 | 22 | 07   |      | 2,42 | 06 |
| 1956 | Glenn Hall      | 30 | 24 | 16   |      | 2,10 | 12 |
| 1953 | Lorne Worsley   | 13 | 29 | 08   |      | 3,06 | 02 |
| 1951 | Terry Sawchuk   | 44 | 13 | 13   |      | 1,99 | 11 |
| 1950 | Jack Gelineau   | 22 | 30 | 15   |      | 3,28 | 03 |
| 1945 | Frank McCool    | 24 | 22 | 04   |      | 3,22 | 04 |
| 1939 | Frank Brimsek   | 33 | 09 | 01   |      | 1,56 | 10 |
| 1936 | Mike Karakas    | 21 | 19 | 08   |      | 1,85 | 09 |

## Ranglisten
Knapp 70 % der bisherigen Gewinner der Calder Memorial Trophy stammen aus Kanada. Danach folgen mit den USA, Russland, Schweden und Finnland lediglich vier weitere Nationen, aus denen mindestens zwei Spieler als bester Rookie der NHL ausgezeichnet wurden. Außerdem kam je ein Gewinner aus Großbritannien, der Slowakei und Deutschland. Am häufigsten wurde die Trophäe an Mittelstürmer, sogenannte Center, vergeben. Insgesamt spielten etwa zwei Drittel aller Gewinner als Stürmer. Außerdem wurden Torhüter bisher deutlich häufiger ausgezeichnet als Verteidiger. Die Spieler, die mit der Trophäe ausgezeichnet wurden, waren im Durchschnitt knapp 22 Jahre alt. Die meisten lagen dabei im Alter zwischen 19 und 21 Jahren. Bisher konnten mit Jeff Skinner, Nathan MacKinnon und Connor Bedard erst drei Spieler die Auszeichnung gewinnen, die am Ende der regulären Saison 18 Jahre alt waren. Dale Hawerchuk feierte beim letzten Hauptrundenspiel der Spielzeit 1981/82 seinen 19. Geburtstag.
Am häufigsten konnten bisher Spieler der Toronto Maple Leafs und der Chicago Blackhawks die Auszeichnung gewinnen, die insgesamt jeweils zehn Mal erfolgreich waren. Je acht Auszeichnungen erhielten Spieler der New York Rangers und Boston Bruins. Die erfolgreichste Mannschaft, die nicht den Original-Six-Teams angehört, sind die New York Islanders mit insgesamt fünf Spielern.
|    | Nationalität           | Anzahl |
| -- | ---------------------- | ------ |
| 1. | Kanada                 | 61     |
| 2. | Vereinigte Staaten     | 14     |
| 3. | Russland               | 7      |
| 4. | Schweden               | 4      |
| 5. | Finnland               | 2      |
| 6. | Vereinigtes Königreich | 1      |
|    | Slowakei               | 1      |
|    | Deutschland            | 1      |

|    | Position                   | Anzahl |
| -- | -------------------------- | ------ |
| 1. | Center (C)                 | 32     |
| 2. | Rechter Flügelspieler (RW) | 18     |
| 3. | Torhüter (G)               | 16     |
| 4. | Verteidiger (D)            | 14     |
| 5. | Linker Flügelspieler (LW)  | 12     |

| Alter              | Anzahl |
| ------------------ | ------ |
| 18 Jahre           | 3      |
| 19 Jahre           | 13     |
| 20 Jahre           | 16     |
| 21 Jahre           | 24     |
| 22 Jahre           | 6      |
| 23 Jahre           | 7      |
| 24 Jahre           | 9      |
| 25 Jahre           | 4      |
| 26 Jahre und älter | 10     |

|    | Mannschaft            | Anzahl |
| -- | --------------------- | ------ |
| 1. | Toronto Maple Leafs   | 10     |
|    | Chicago Blackhawks    | 10     |
| 3. | New York Rangers      | 8      |
|    | Boston Bruins         | 8      |
| 5. | Canadiens de Montréal | 7      |
| 6. | Detroit Red Wings     | 5      |
|    | New York Islanders    | 5      |
| 8. | Colorado Avalanche    | 4      |
| 9. | Buffalo Sabres        | 3      |
|    | Calgary Flames        | 3      |

## Preisträger mit anderen Auszeichnungen im selben Jahr

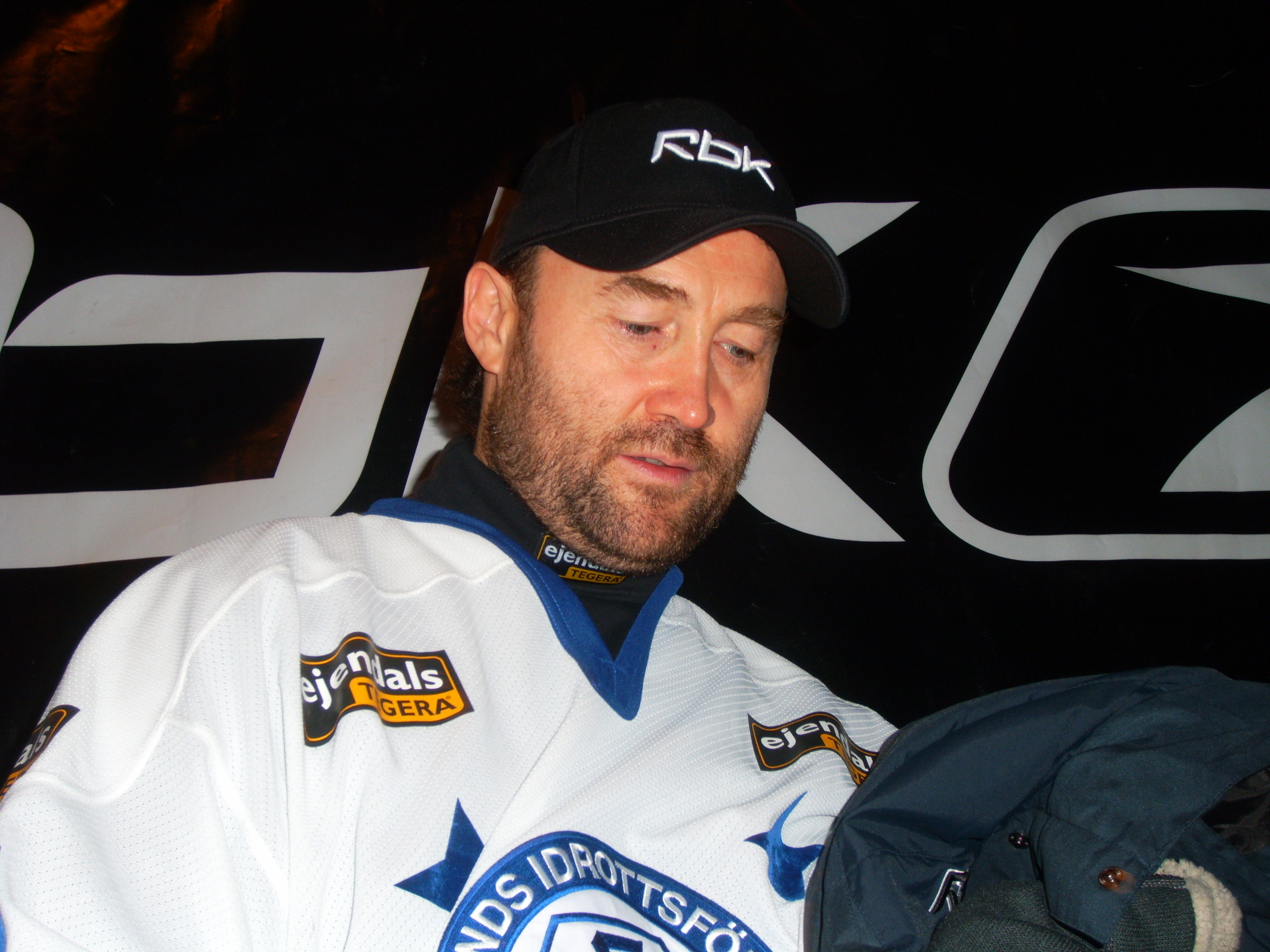
Ed Belfour gewann im Jahr 1991 die Calder Memorial Trophy und drei weitere NHL-Awards

Bis heute gelang es noch keinem Feldspieler, neben der Calder Memorial Trophy mit einem weiteren NHL-Award in derselben Saison ausgezeichnet zu werden. Allerdings gewann der Torhüter Ed Belfour, der 1991 als bester Rookie geehrt wurde, im selben Jahr auch die Vezina Trophy für den besten Torhüter sowie die William M. Jennings Trophy und den Trico Goaltender Award, der damals für die beste Fangquote verliehen wurde. Drei weiteren Torhütern, Tom Barrasso, Tony Esposito und Frank Brimsek, gelang es ebenfalls, in einer Spielzeit mit der Calder Memorial Trophy und der Vezina Trophy ausgezeichnet zu werden. Außerdem wurden bisher neun Gewinner in das NHL First All-Star-Team und sieben in das Second All-Star-Team gewählt, zuletzt Steve Mason im Jahr 2009.
Alle Gewinner der Calder Memorial Trophy wurden bisher gleichzeitig ins NHL All-Rookie-Team gewählt. Einzige Ausnahme war Pawel Bure im Jahr 1992. Damals war die Wahl zum All-Rookie-Team im Sturm auf die drei Positionen linker und rechter Flügelstürmer sowie Center verteilt, auf denen jeweils der beste Neuprofi gewählt wurde. Da Bure in der Saison als linker und rechter Flügelstürmer spielte, belegte er bei der Wahl auf beiden Positionen jeweils nicht den ersten Platz. Zur Saison 1992/93 wurde diese Regel geändert und die Unterteilung in die drei Stürmerpositionen aufgehoben.
| Trophäe                          | Anzahl | Gewinner |
| -------------------------------- | ------ | --- |
| Vezina Trophy                    | 4      | Ed Belfour, Tom Barrasso, Tony Esposito, Frank Brimsek                                                                                 |
| William M. Jennings Trophy       | 1      | Ed Belfour |
| Roger Crozier Saving Grace Award | 1      | Ed Belfour |
| First All-Star-Team              | 9      | Alexander Owetschkin, Teemu Selänne, Ed Belfour, Tom Barrasso, Ray Bourque, Tony Esposito, Roger Crozier, Terry Sawchuk, Frank Brimsek |
| Second All-Star-Team             | 7      | Steve Mason, Luc Robitaille, Mike Bossy, Ken Dryden, Bobby Orr, Jacques Laperrière, Glenn Hall                                         |